# Eerste Kamerverkiezingen 2007/Kandidatenlijst/ChristenUnie
De kandidatenlijst voor de Eerste Kamerverkiezingen 2007 van de ChristenUnie werd op 10 maart 2007 door het Unieconvent van de partij vastgesteld. Het Unieconvent omvat de vertegenwoordigers van de Provinciale Unies van de ChristenUnie.
1. Egbert Schuurman
2. Remmelt de Boer
3. Flora Lagerwerf-Vergunst
4. Roel Kuiper
5. Bert Groen
6. Lia van Gastel
7. Marianne Verhage-Van Kooten
8. Adriaan Hoogendoorn
9. Gerdien Rots
10. Thijs van Daalen
11. Henk Jochemsen
12. Jan Westert
13. Joop Evertse
14. Jan Greving
15. Henk Visser
16. Rein Ferwerda